# كهنة زوران
كهنة زوران هي قرية في مقاطعة سردشت، إيران. يقدر عدد سكانها بـ 28 نسمة بحسب إحصاء 2016.